# Oravská Poruba
Oravská Poruba (Hongaars: Poruba) is een Slowaakse gemeente in de regio Žilina, en maakt deel uit van het district Dolný Kubín.
Oravská Poruba telt 960 inwoners.